# Gelbe Rosskastanie
Die Gelbe Rosskastanie (Aesculus flava), auch Appalachen-Rosskastanie oder Gelbe Pavie genannt, ist eine Pflanzenart aus der Gattung der Rosskastanien (Aesculus). Sie ist in Nordamerika verbreitet und dort die größte und forstwirtschaftlich bedeutendste Rosskastanienart.

## Beschreibung

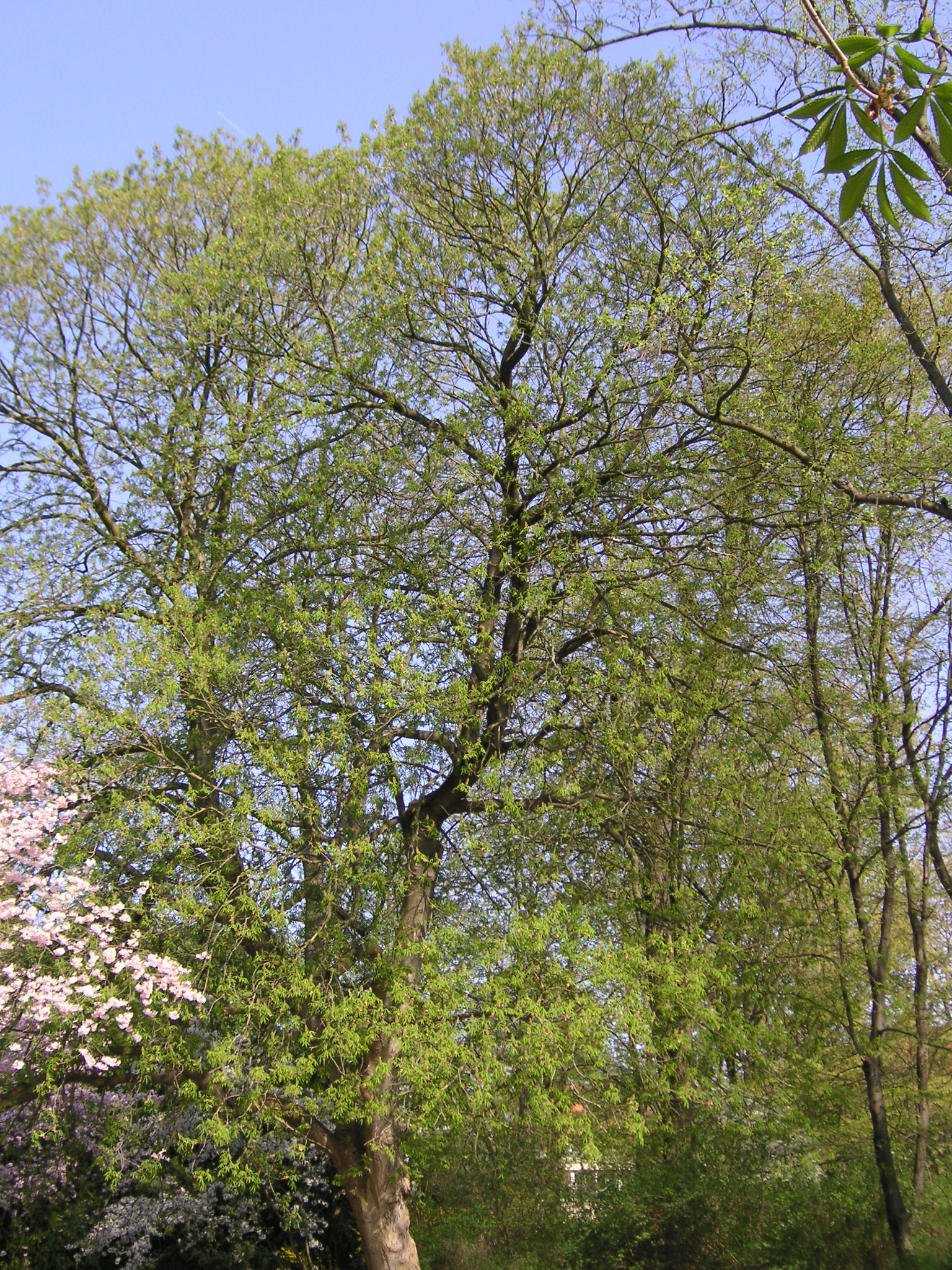
Gelbe Rosskastanie im Ringpark in Würzburg

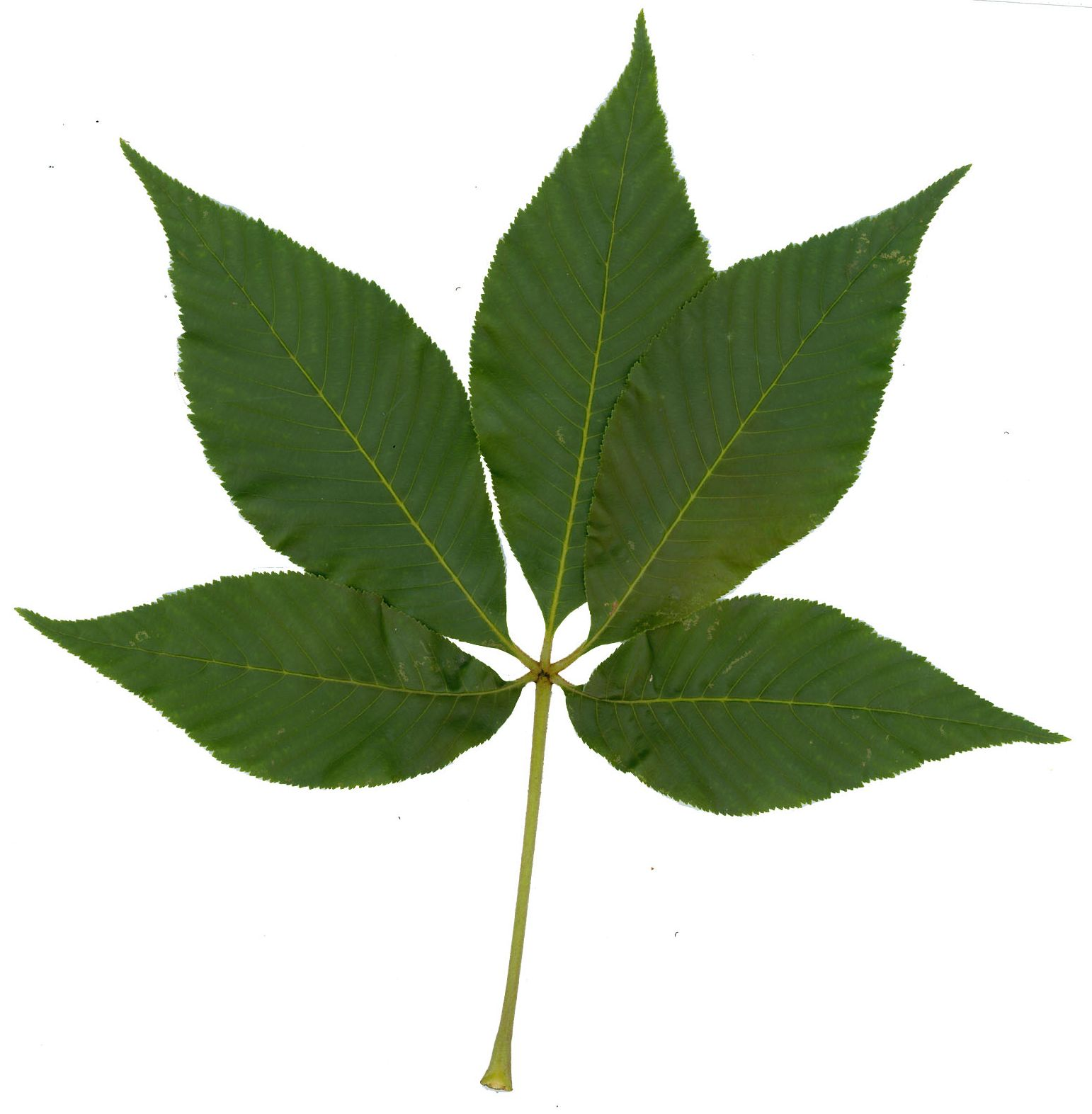
Laubblatt

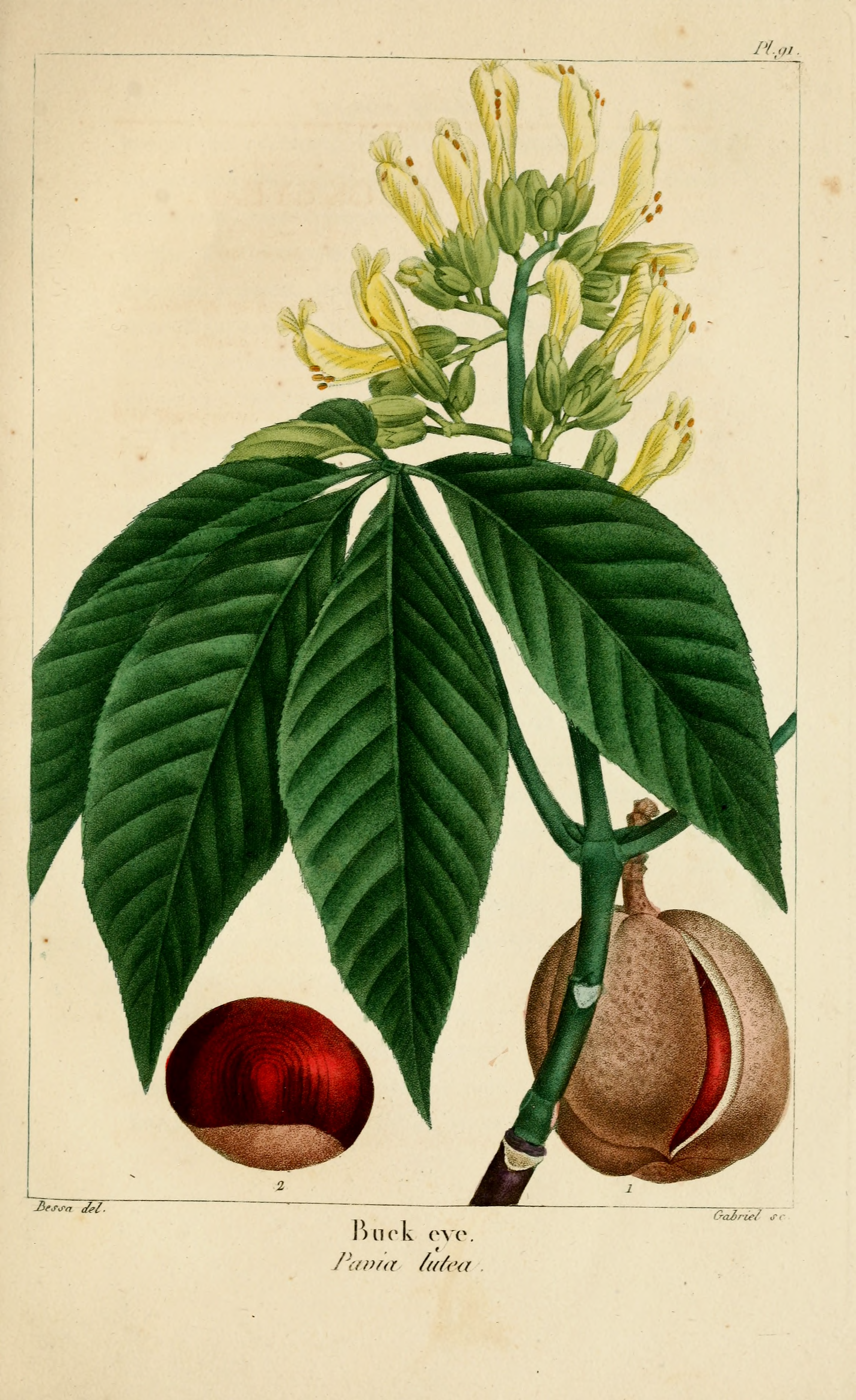
Illustration

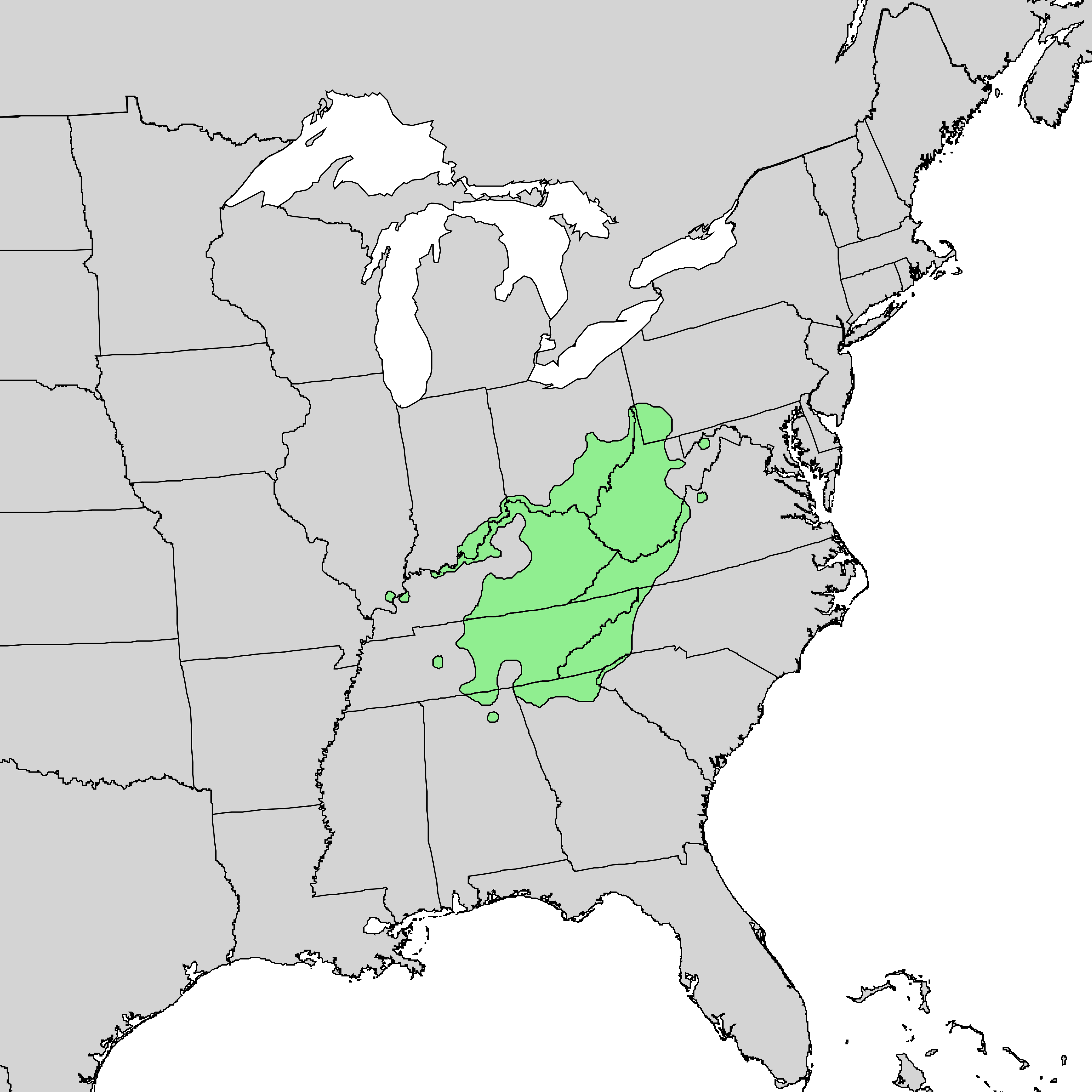
Verbreitungskarte

### Vegetative Merkmale
Die Gelbe Rosskastanie ist ein großer, laubabwerfender Baum, der Wuchshöhen von 20 bis 30 Metern, selten bis über 40 Metern und Stammdurchmesser bis über 1,5 Metern, selten bis über 2 Metern erreicht. Die junge Borke ist braungrau, später grau, stark gefurcht und in große Schuppenplatten zerbrochen, die Oberfläche durch viele kleine Schuppen weiter aufgeraut. Die Zweige sind zuerst orange-braun, später graubraun, glatt oder grau-behaart. Die Knospen sind stumpf, die Knospenschuppen haben einen runden Rücken, sind kurz zugespitzt und am Rand gewimpert. Die Blattnarben sind groß mit zahlreichen Leitbündelnarben, die ein Dreieck bilden.
Die gegenständigen Laubblätter sind in Blattstiel und -spreite gegliedert. Der Blattstiel ist 8 bis 19 cm lang, kahl bis behaart. Die fingerig gefiederte Blattspreite besitzt fünf oder sieben Fiederblättchen. Die Blättchen sind bei einer Länge von 10 bis 21 cm sowie einer Breite von 4 bis 8 cm verkehrt-eiförmig bis elliptisch, seltener eiförmig. Die Spitze ist spitz bis zugespitzt, der Grund keilförmig. Der Rand ist mehr oder weniger gleichmäßig gesägt. Die Oberseite ist dunkelgrün, kahl oder verkahlend, die Unterseite ist matt, fast kahl mit wenigen Haare auf den Nerven oder auch dicht behaart. Die Blättchenstiele sind 2 bis 3 mm lang, kahl bis behaart.

### Generative Merkmale
Aesculus flava ist trimonözisch. Der endständige, aufrechte, oft gemischtgeschlechtliche, reichblütige und rispige Blütenstand ist bei einer Länge von 10 bis 15 cm flaumhaarig. Der Blütenstiel ist 4 bis 8 mm lang, drüsig, wobei die Drüsen bis 2 mm lang und schwarz sind. Die längeren Drüsen des Blütenstiels sitzen oft auch im unteren Drittel des Kelchs.
Die funktionell eingeschlechtlichen oder zwittrigen, vier- bis fünfzähligen Blüten sind leicht zygomorph mit doppelter Blütenhülle. Der Kelch ist 7 bis 10 mm lang, glockig bis röhrig-glockig, drüsig-flaumhaarig an der Oberfläche, zottig am Rand. Die fünf Kelchzipfel sind rundlich oder gestutzt. Die Blütenkrone ist blass- bis kräftig gelb, der Nagel tief dunkelgelb, das während der Blüte zu rotbraun wechselt. Die Krone besteht aus vier ungleichen Kronblättern, die Nägel sind zottig und an der Spitze eingerollt, die Platten sind drüsig-flaumhaarig auf der Fläche, zottig am Rand. Die oberen zwei Kronblätter sind 20 bis 30 mm lang, ihr Nagel 16 bis 25 mm, die Platte ist klein und spatelförmig. Die seitlichen zwei Kronblätter sind 16 bis 25 mm lang, ihr Nagel 8 bis 15 mm, dabei länger als der Kelch, die Platte verkehrt-eiförmig bis rund mit leicht herzförmigem Grund. Die 7 oder 8 Staubblätter sind 15 bis 20 mm lang. Die Staubfäden sind gerade oder gebogen, die untere Hälfte zottig. Die Staubbeutel sind kahl, an Spitze und Basis der Loculi drüsig. Der dreikammerige Stempel ist gleich lang oder länger als die seitlichen Kronblätter und mit Ausnahme der Narbe zottig behaart. Bei den männlichen Blüten ist ein Pistillode und bei den weiblichen Staminodien mit Antheroden vorhanden. Es ist jeweils ein Diskus vorhanden. 
Die Kapselfrucht ist bei einem Durchmesser von 5 bis 8 cm annähernd kugelig Das Perikarp ist dünn oder dick, glatt oder leicht narbig, und von hellbrauner Farbe. Die Frucht enthält ein bis drei, selten vier bis sechs Samen von kastanienbrauner Farbe mit großer, blasser Narbe.
Die Chromosomenzahl beträgt 2n = 40.

## Verbreitung und Standorte
Das Verbreitungsgebiet der Gelben Rosskastanie reicht vom Südwesten Pennsylvanias entlang dem Ohio-Fluss bis Illinois, die Bäume wachsen selten weiter als einen Kilometer vom Fluss entfernt. Das Gebiet umfasst nach Süden den Südosten Ohios, West Virginia, Ost-Kentucky, die Cumberland Mountains, das Plateau von Tennessee und Nordost-Alabama, die Appalachen in Virginia, die Carolinas und Nord-Georgia. Fundberichte aus Texas und Iowa beruhen auf Falschbestimmungen von Aesculus glabra und gelben Formen von Aesculus pavia. Die nördliche Verbreitungsgrenze am Ohoi-Fluss korreliert stark mit der Vereisungsgrenze der letzten Eiszeiten. Eine aktuelle klimatische oder durch Bodenfaktoren bedingte Grenze liegt nicht vor. Die Grenze dürfte durch die pleistozäne Vereisung bedingt sein, Aesculus flava kann sich nicht wesentlich nach Norden ausbreiten. Das Verbreitungsgebiet ist wesentlich kleiner als das von Aesculus glabra oder Aesculus pavia, Aesculus flava zeigt auch nicht deren große Variabilität.
Die Gelbe Rosskastanie ist ein typischer Bestandteil der gemischten mesophytischen Gesellschaften der ostamerikanischen laubabwerfenden Wälder. Sie kommt besonders in den Liriodendretalia-Wäldern vor. Häufig ist sie dominant, noch häufiger codominant mit Tilia heterophylla, Liriodendron tulipifera und Acer saccharum.

## Taxonomie
Die Erstveröffentlichung von Aesculus flava erfolgte 1778 durch Daniel Carl Solander in J. Hope: Catalogus Arborum et Fruticum in Horto Edinensi Crescentium Anno 1778, 1. Eines von vielen Synonymen für Aesculus flava Sol. ist Aesculus octandra Marsh.

## Nutzung
Die Gelbe Rosskastanie ist neben Aesculus glabra die einzige forstlich genutzte Art der Gattung  Aesculus in Nordamerika. Das Holz wird zur Herstellung von Möbeln, Kisten und Werkzeugen verwendet.

## Belege
- James W. Hardin: A Revision of the American Hippocastanaceae II. Brittonia, Band 9, 1957, S. 173–195.
- Marilena Idžojtić: Dendrology. Academic Press, 2019, ISBN 978-0-12-819644-1, S. 59.